# David Bushnell (Historiker)
David Bushnell (* 14. Mai 1923 in Philadelphia, Pennsylvania; † 3. September 2010 in Gainesville, Florida) war ein US-amerikanischer Historiker, Hochschullehrer und einer der führenden Experten für die Geschichte Kolumbiens und Südamerikas.

## Biografie
Bereits während des Besuchs der Elementary School verfasste er sein erstes Buch über Lateinamerika mit dem treffenden Titel A Beginner's Outline of Latin American Geography. Nach dem Schulbesuch studierte er an der Geschichte an der Harvard University und schloss dieses Studium 1943 mit einem Bachelor of Arts (B.A.) ab. Anschließend arbeitete er in der Abteilung für Lateinamerika im Office of Strategic Services sowie von 1944 bis 1946 im Außenministerium der Vereinigten Staaten. Zwischen 1949 und 1956 war er Dozent für Lateinamerikanische Geschichte an der University of Delaware und erwarb während dieser Zeit 1951 seinen Philosophiae Doctor (Ph.D.) an der Harvard University.
Nach Beendigung seiner Lehrtätigkeit an der University of Delaware war er von 1956 bis 1963 Mitarbeiter im Büro des Historikers der US Air Force in New Mexico sowie in Washington, D.C. Während dieser Zeit war er auch Mitarbeiter des Historischen Beratungsprogramms der NASA und hatte auch die Aufsicht über die offizielle Geschichte der NASA. Als Historiker der US Air Force war er auch Co-Autor von Space Biology, einer Übersicht über Flughöhen- und anderen Experimenten der Luftwaffe vor den bemannten Raumflügen.
1963 nahm er einen Ruf als Professor für Geschichte an der University of Florida an und lehrte an dieser bis zu seiner Emeritierung 1991. Zugleich war er zwischen 1986 und 1991 Chefredakteur des Hispanic American Historical Review, der führenden Fachzeitschrift für lateinamerikanische Geschichte.
Während seiner jahrzehntelangen Lehrtätigkeit verfasste er sieben Fachbücher über die Geschichte Argentiniens, Kolumbiens und Lateinamerikas, von denen die meisten ins Spanische übersetzt wurden. Daneben war er Herausgeber mehrerer weiterer Bücher und Autor von Artikeln. Sein letzter, kurz vor seinem Tod fertiggestellter Aufsatz Philatelic Feminism: The Portrayal of Women on Stamps of Argentina, Colombia, Cuba, and the United States verband seine historischen Interessen mit seinem Interesse an Philatelie.
David Bushnell war nicht nur Gastprofessor am National War College und Gast-Fellow an der Oxford University, sondern erhielt auch zahlreiche weitere Auszeichnungen und Ehrungen.
Für seine Arbeit über Francisco de Paula Santander, den ersten Vizepräsidenten und zweiten Präsidenten Großkolumbiens, sowie weitere Arbeiten über die Geschichte Kolumbiens erhielt er 1984 die Francisco Santander-Medaille des Departments Santander. 1995 wurde ihm für seine zahlreichen Veröffentlichungen über die Geschichte Kolumbiens von der kolumbianischen Regierung der San Carlos-Orden verliehen. Zum Zeitpunkt seines Todes beabsichtigte die Universidad Nacional de Colombia ihm einen Ehrendoktortitel zu verleihen, der nunmehr posthum verliehen werden soll.